# دوکلا پراگ

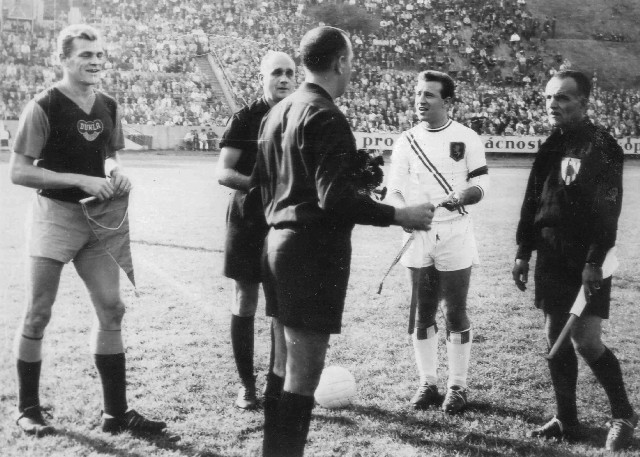

دوکلا پراگ (چکی: Dukla Praha) یک باشگاه فوتبال در شهر پراگ در جمهوری چک بود که در لیگ‌های دسته اول چکسلواکی سابق و جمهوری چک بازی می‌کرد. این باشگاه در تاریخ ۱۶ مارس ۱۹۴۸ با نام (ATK Praha) تأسیس شد و در سال ۱۹۹۶ منحل شد.

## افتخارات
- قهرمانی لیگ فوتبال چکسلواکی : ۱۱

۱۹۵۳، ۱۹۵۶، ۱۹۵۸، ۱۹۶۱، ۱۹۶۲، ۱۹۶۳، ۱۹۶۴، ۱۹۶۶، ۱۹۷۷، ۱۹۷۹، ۱۹۸۲
- جام حدفی فوتبال چکسلواکی: ۸

۱۹۶۱، ۱۹۶۵، ۱۹۶۶، ۱۹۶۹، ۱۹۸۱، ۱۹۸۳، ۱۹۸۵، ۱۹۹۰